# باتری به باتری

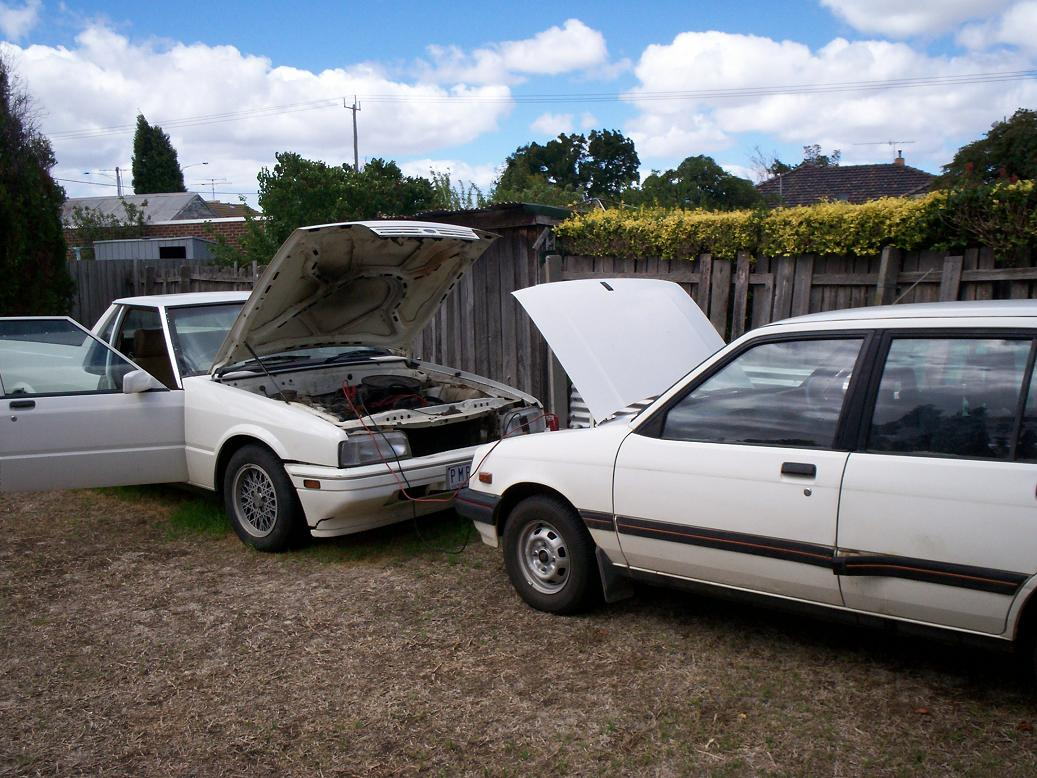
باتری به باتری خودرو

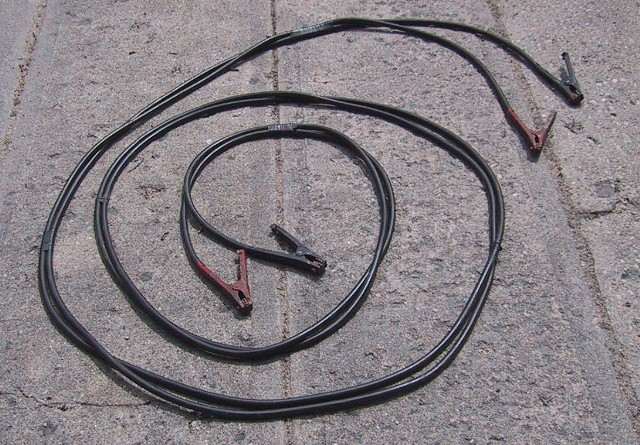
گیره سوسماری، که به آن گیرهٔ خودرو نیز می‌گویند، روی مجموعه‌ای از کابل‌های باتری به باتری

باتری به باتری روشی است برای راه‌اندازی یک وسیله نقلیه موتوری (معمولاً خودرو یا کامیون) که باتری آن خالی شده یا اصطلاحاً خوابیده است. در این روش یک اتصال موقت با باتری یک وسیلهٔ نقلیهٔ دیگر یا به یک منبع برق خارجی دیگر برقرار می‌شود. منبع خارجی برق، باتری خودروی ناتوان را شارژ می‌کند و مقداری از نیروی مورد نیاز برای چرخاندن موتور را تأمین می‌کند. پس از راه‌اندازی خودرو، سامانهٔ شارژ معمولی آن دوباره راه‌اندازی می‌شود، بنابراین می‌توان منبع کمکی را از مدار خارج کرد. اگر سامانهٔ شارژ خودرو کارایی داشته باشد، روشن ماندن موتور باعث بازیابی شارژ باتری می‌شود.
بعضاً رانندگان کابل‌های جامپر و سایر تجهیزاتی که ممکن است در صورت تخلیه تصادفی باتری (مثلاً با روشن ماندن چراغ‌های جلو، چراغ‌های داخلی یا سوئیچ احتراق در حالی که موتور خاموش است) کارایی داشته باشند را همراه خود دارند. روش‌های ایمن برای اتصال و جدا کردن کابل‌ها در کتابچهٔ راهنمای خودرو آورده شده است.

## کابل‌های جامپر

(۱) تا (۴) یک توالی امن برای اتصال کابل‌های جامپر از باتری تخلیه‌شده در سمت چپ به باتری دارای شارژ در سمت راست است. اگر (۲) قبل از (۱) متصل شده باشد و انتهای شل به‌طور تصادفی با فلز لخت مانند بدنهٔ وسیلهٔ نقلیه برخورد کند، باتری شارژ شده دچار اتصالی می‌شود. اتصال کوتاه باتری تخلیه‌شده خطر کمتری دارد. (۴) به فلز لخت دور از باتری متصل می‌شود تا جرقه در اتمام مدار را از هیدروژنی که ممکن است توسط باتری آزاد شود، دور نگه دارد. کابل‌ها به ترتیب معکوس جدا می‌شوند.

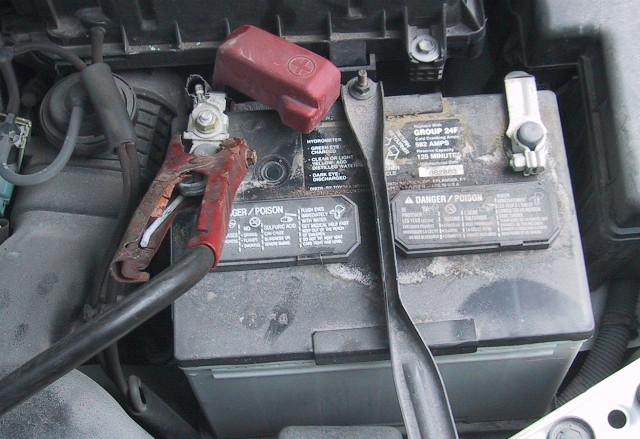
یک کابل جامپر متصل به ترمینال مثبت (قرمز).

کابل‌های جامپر که به عنوان کابل‌های تقویت‌کننده یا کابل‌های پرش نیز شناخته می‌شوند، یک جفت سیم عایق با ظرفیت کافی با گیره‌های سوسماری در هر انتها برای اتصال وسیله نقلیه از کار افتاده با یک منبع کمکی، مانند وسیله نقلیه دیگری با همان ولتاژ سیستم یا به یک باتری دیگر هستند. گیره‌های سوسماری ممکن است با عایق پوشانده شوند تا از اتصالی ناخواسته جلوگیری شود. این گیره‌ها بعضاً از مس و گاهی از فولاد ساخته می‌شوند. گیره‌های سوسماری معمولاً با رنگ سیاه (–) و قرمز (+) برای نشان دادن قطبیت نشانه‌گذاری می‌شوند.

## محدودیت‌ها
کارکرد باتری سربی-اسیدی ممکن است در صورت شارژ بیش از حد، به‌واسطهٔ الکترولیز آب داخل باتری گاز هیدروژن قابل اشتعال تولید کند. روش‌های شروع باتری به باتری معمولاً در دفترچهٔ راهنمای خودرو یافت می‌شود. توالی توصیه‌شده برای اتصالات به‌منظور کاهش احتمال بروز تصادفی اتصالی در باتری سالم یا مشتعل شدن گاز هیدروژن در نظر گرفته شده است. در دفترچهٔ راهنمای مالک خودرو مکان‌های ترجیحی برای اتصال کابل‌های جامپر نشان داده شده است. به عنوان مثال، در برخی از خودروها باتری زیر صندلی نصب شده است، یا ممکن است یک ترمینال جامپر در محفظهٔ موتور داشته باشند.
کابل‌های جامپر نباید برای اتصال بین سیستم‌هایی با ولتاژ متفاوت استفاده شوند. به‌عنوان مثال، اتصال سامانه‌های ۶ ولت و ۱۲ ولت به یکدیگر ممکن است باعث آسیب شود.
اگر باتری خالی از نظر فیزیکی آسیب دیده باشد، سطح الکترولیت پایینی داشته باشد یا پوسیده یا یخ زده باشد، یک بار باتری به باتری مشکل آن را برطرف نخواهد کرد. وسیله نقلیه‌ای که باتری آن یخ زده سات را نباید با باتری به باتری روشن کرد؛ زیرا ممکن است باتری منفجر شود.

## روش‌های دیگر
یک باتری قابل حمل دستی، مجهز به کابل‌ها و شارژر یک‌سره و متصل به خود باتری، می‌تواند به‌عنوان جایگزینی برای باتری یک خودروی دیگر استفاده شود. یک جامپ‌باکس مستقل حاوی یک باتری است و مستقیماً به باتری موتوری که نیاز به تقویت دارد متصل می‌شود. تقویت‌کننده‌های قابل حمل ممکن است به‌طور خودکار قطبیت باتری را قبل از ارسال نیرو به وسیلهٔ نقلیه تشخیص دهند و از آسیب‌هایی که می‌تواند ناشی از اتصال معکوس باشد، جلوگیری کنند. جامپ استارترهای قابل حمل مختلفی وجود دارند که چندکاره هستند و می‌توان از آن‌ها برای شارژ سایر وسایل الکترونیکی نیز استفاده کرد.

### روشن کردن با هل دادن
خودروهایی که مجهز به جعبه‌دنده دستی هستند را می‌توان با هل دادن روشن کرد. این کار نیاز به احتیاط در هنگام هل دادن خودرو دارد و ممکن است به کمک چند نفر یا وسیلهٔ نقلیهٔ دیگری نیاز باشد. اگر باتری خودرو نتواند برق سامانهٔ جرقه‌زنی را تأمین کند، ممکن است هل دادن خودرو نیز بی‌اثر باشد. اکثر وسایل نقلیه با جعبه‌دنده خودکار را نمی‌توان با این روش روشن کرد زیرا مبدل گشتاور هیدرولیک موجود در جعبه دنده اجازه نمی‌دهد موتور توسط چرخ‌ها به حرکت درآید.

## خطرات
انفجار باتری خودرو هنگام باتری به باتری آسیب‌های شدیدی در پی خواهد داشت. در ایالات متحده در سال ۱۹۹۴، در نتیجهٔ پژوهشی که توسط انجمن ملی ایمنی ترافیک بزرگراه انجام شد تخمین زده می‌شد که تاکنون حدود ۴۴۲ نفر در حین تلاش برای باتری به باتری خودرو در اثر انفجار باتری‌ها مجروح شده‌اند.